# 양산 통도사 국장생 석표
양산 통도사 국장생 석표(梁山 通度寺 國長生 石標)는 통도사의 영역을 표시하기 위해 절 주변인 대한민국 경상남도 양산시 하북면에 세운 석표이다. 1963년 1월 21일 대한민국의 보물 제74호로 지정되었다.

## 개요
국장생 석표는 통도사를 중심으로 사방 12곳에 세워놓은 장생표다. 절의 경계를 나타내는 표시이며 절의 동남쪽 약 4km지점에 서있다. 국장생이라는 명칭은 나라의 명에 의해 건립된 장생이라는 의미로, 거친 자연석면에 글씨가 새겨져 있다.
장생은 수호신, 이정표, 경계표 등의 구실을 하고 있어 풍수지리설과 함께 민속신앙과도 깊은 관계를 맺고 있다. 이 장생은 경계표와 보호의 구실을 한 것으로 보인다. 고려 선종 2년(1085년)에 제작된 것으로, 나라의 통첩을 받아 세웠다는 내용이 이두문 섞인 금석문으로 새겨져 있어 국가와 사찰과의 관계를 알려주는 중요한 자료이다.
통도사의 국장생 석표는 사역의 경계를 표시하기 위한 표석으로 12기를 제작하였다고 하나 현재 2기가 확인되고 있다.

## 같이 보기
- 통도사
- 울주 상천리 통도사 국장생 석표 - 울산광역시 유형문화재 제2호

## 참고 자료
- 양산 통도사 국장생 석표 - 국가유산청 국가유산포털